# Thaumalea decussiferens
Thaumalea decussiferens är en tvåvingeart som beskrevs av Vaillant 1969. Thaumalea decussiferens ingår i släktet Thaumalea och familjen mätarmyggor. Inga underarter finns listade i Catalogue of Life.